# Дмитриев (город)
Дми́триев (в Общероссийском классификаторе объектов административно-территориального деления ОК 019-95 (коды позиций 38 208 и 38 208 501) — Дми́триев-Льго́вский) — город (с 1779) в России, административный центр Дмитриевского района Курской области. Расположен на берегу реки Свапа (бассейн Днепра) в 120 км от Курска в 4 км от автодороги А-142 «Тросна-Калиновка»; железнодорожная станция на линии Брянск — Льгов. Население — 6082 чел. (2024).
Образует городское поселение город Дмитриев.

## Герб
Герб города Дмитриева утверждён 8 января 1780 года.
В верхней части герб Курский, внизу «пять горок, называемые сопки, в зелёном поле, каковыми оный город от прочих отличается».

## История
Село Дмитриевское (городище) в XVIII веке входило в состав Рыльского Николаевского монастыря, а с 1764 года после секуляризации монастырских земель вошло в состав земель коллегии экономии после чего оно стало называться экономическим селом.
С территории городища открывается прекрасный вид на левобережную долину Свапы. Опытный наблюдатель отсюда может увидеть передвижение людей, конницы за несколько километров — наиболее удобное место для размещения древнерусской крепости. Крепость имела собственную защиту в виде оврагов с крутыми склонами и обрывистом берегом реки Свапы. Старогородское городище было обследовано и описано курским археологом Ю. А. Александровым-Липкингом в начале 1960-х годов. Юрий Александрович говорит, что из «живых» домонгольских городов в Курской области, кроме самого Курска, находится Рыльск, Льгов и Дмитриев. Находился город Дмитриев километра на два с половиной ниже современного города Дмитриева. Сейчас здесь находится село Старый Город, расположенное как любят говорить местные жители, на «пяти холмах».
В 1779 году Екатерина ІІ, разукрупнив существующие губернии, организовала Курское и Орловское наместничества.

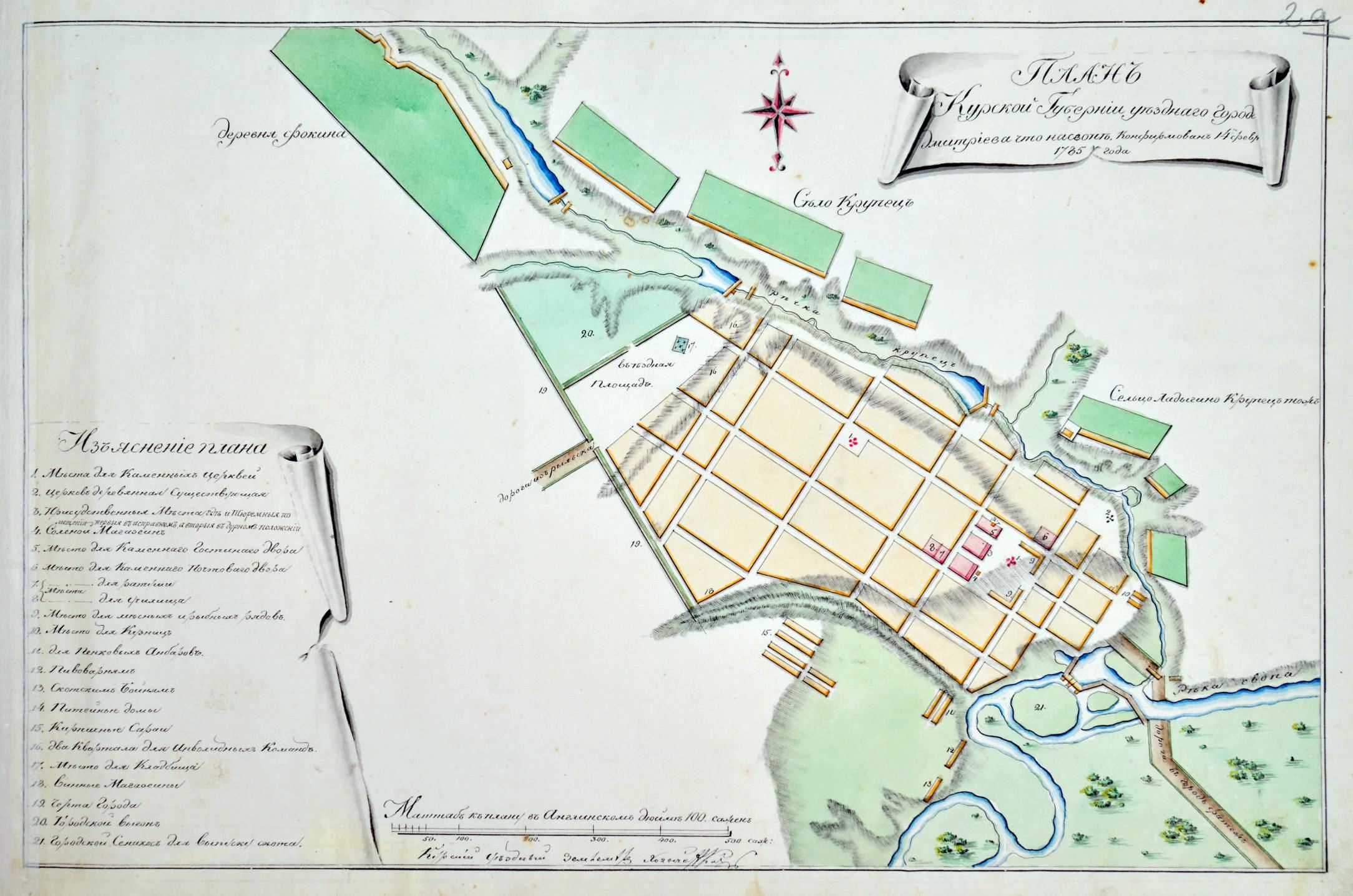
План Дмитриева XIX века

Близ современного города существовало село Дмитриевское (ныне сохранилось под названием Старый Город). В 1779 году образован уездный город Дмитриев Дмитриевского уезда Курского наместничества. В 1784 году город переименован в Дмитриев-на-Свапе (или Дмитросвапск) — для отличения от г. Дмитровск Орловской губернии. В официальных документах 1930-х годов упоминается Дмитриев. В 1929 году Дмитриев называли Дмитриев-Льговский, так как в то время город относился к Льговскому округу (до этого — в Льговском уезде). Информации об официальной дате переименования города нет.
В конце XIX века в городе насчитывалось 473 дома, в том числе 6 каменных, были открыты женская прогимназия и уездное училище. Действовали заводы: мукомольный, крупорушный, два маслобойных, велась оживлённая торговля. На речной пристани отгружались зерно, пенька и лесоматериалы. На территории города велись разработки мела.
В сентябре 1919 года город взяли наступающие на Москву части ВСЮР, выбив РККА из Дмитриева. В ноябре этого же года красные отвоевали город.
Во время Великой Отечественной войны город был оккупирован 8 октября 1941, а затем вошёл в состав Локотского самоуправления, освобождён 3 марта 1943.

## Население
| 1856    | 1897    | 1913    | 1923    | 1926    | 1931    | 1939    | 1959  | 1970  |
| ------- | ------- | ------- | ------- | ------- | ------- | ------- | ----- | ----- |
| 2800    | ↗6100   | ↗6900   | ↘5454   | ↘4700   | ↗5700   | ↗7536   | ↗8406 | ↗9493 |
| 1979    | 1989    | 1992    | 1996    | 1998    | 2000    | 2001    | 2002  | 2003  |
| ↗10 485 | ↗11 187 | ↗11 200 | ↘11 000 | ↘10 900 | ↘10 600 | ↘10 300 | ↘8838 | ↘8800 |
| 2005    | 2006    | 2007    | 2008    | 2009    | 2010    | 2011    | 2012  | 2013  |
| ↘8300   | ↘8100   | ↘8000   | ↘7900   | ↘7778   | ↘7728   | ↘7700   | ↘7401 | ↘7220 |
| 2014    | 2015    | 2016    | 2017    | 2018    | 2019    | 2020    | 2021  | 2023  |
| ↘7062   | ↘6845   | ↘6761   | ↘6619   | ↘6430   | ↘6360   | ↘6266   | ↗6317 | ↘6171 |
| 2024    |         |         |         |         |         |         |       |       |
| ↘6082   |         |         |         |         |         |         |       |       |

На 1 января 2025 года по численности населения город находился на 1045-м месте из 1124 городов Российской Федерации.
Национальный состав
По итогам переписи населения 2020 года проживали следующие национальности (национальности менее 0,1 % и другое, см. в сноске к строке «Другие»):
| Национальность | Численность, чел. | Доля     |
| -------------- | ----------------- | -------- |
| Русские        | 6138              | 97,17 %  |
| Таджики        | 27                | 0,43 %   |
| Украинцы       | 18                | 0,28 %   |
| Другие         | 134               | 2,12 %   |
| Итого          | 6317              | 100,00 % |

## Экономика
- ЗАО «Дмитриев-АГРО-Инвест»
- ОАО «Агрокультура-Курск»
- ОАО «Дмитриевский КХП»

## Образование
- МКОУ «Средняя общеобразовательная школа № 1 им. А. Томсона»
- МКОУ «Средняя общеобразовательная школа № 2»
- Дмитриевский сельскохозяйственный техникум
- МОУ «Дмитриевская вечерняя(сменная) школа»
- МОУ ДОД «Дмитриевская детская школа искусств им. А. М. Любимова»
- Музыкальная школа
- Спецшкола-интернат коррекционного типа
- МБУ ДО «Центр Детского Творчества»

## Культура
- МУК «Дмитриевский районный Дом Культуры»
- Кинотеатр «Россия»

### Музеи
- Дмитриевский государственный краеведческий музей им. А. Ф. Вангенгейма

### Библиотеки
- Дмитриевская городская библиотека
- Детская библиотека
- Районная библиотека

### Памятники города
- Стела «Памяти павших в Великой Отечественной войне 1941—1945 гг. Никто не забыт, ничто не забыто»
- Памятник партизанам Великой Отечественной войны.
- Мемориал «Слава советским танкистам»
- Памятник на месте казни партизанки Веры Терещенко.
- Памятник ВМФ СССР
- Памятник пограничникам РФ

## Религия

### Православие
Большинство населения города традиционно исповедует православие.
Сегодня город Дмитриев располагает двумя церквями, Церковью Марии Магдалины и храмом в честь Димитрия Солунского. До начала XX века в городе также стоял ныне утраченный Покровский Собор.

#### Покровский собор
В 1833 году в Курскую духовную консисторию епископу Илиодору поступило «от прихожан и священнослужителей прошение, которым прописывают, что они имеют непреложное настроение в сем 1833 году заложить каменное здание о трех престолах…». Покровский собор был построен в Дмитриеве в 1843 году на средства прихожан и купца Петра Иоанновича Будкова. Трёхпрестольный каменный храм располагался на Базарной площади и вмещал в себе около трёх тысяч прихожан. Здание было разрушено в 30-х годах XX века, камень с храма был использован для мощения городских дорог. Сейчас на его месте стоит церковь Димитрия Солунского.

#### Церковь Димитрия Солунского

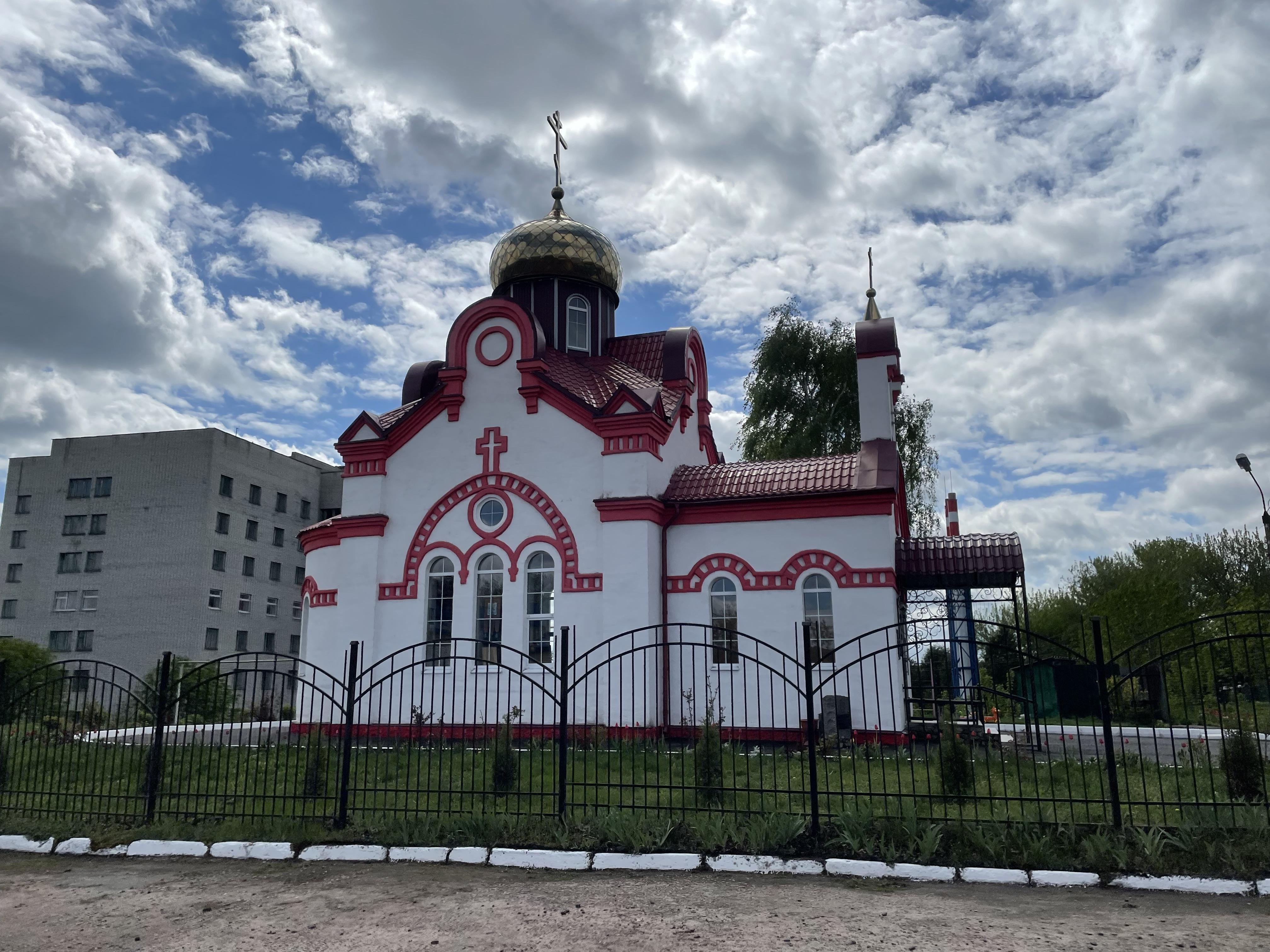
Современное здание церкви Димитрия Солунского

Церковь в честь Димитрия Солунского была освящена 14 августа 2009 года. Строительство велось с 2007 по 2009 год на средства прихожан. Нынешнее кирпичное здание располагается на месте разрушенного Покровского собора, имеет один престол.

#### Церковь Марии Магдалины
Храм построен в 1879 году. Престол освящен во имя равноапостольной мироносицы Марии Магдалины. Расположен на городском кладбище. После разрушения в 1931 году Покровского собора, он становится главным храмом города. В храме три престола: центральный во имя Равноапостольной Марии Магдалины, левый – апостола Иоанна Богослова, переоборудован под ризницу и пономарьку, правый – святого Дмитрия Солунского. После разрушения Покровского собора храм становится главным в городе. Во время немецкой оккупации храм использовался под конюшню. После освобождения в марте 1943 года возобновились богослужения и проходят в настоящее время. При храме работает православная воскресная школа.

### Протестантизм
Примерно с начала XX века в городе проживает баптистская община. На улице Горького в двухэтажном кирпичном здании расположен баптистский молельный дом.